# Saison cyclonique 1998 dans l'océan Atlantique nord
La saison cyclonique 1998 dans l'océan Atlantique nord devait commencer officiellement le 1er juin 1998 et se terminer le 30 novembre 1998, dates conventionnelles qui délimitent la période durant laquelle il est le plus probable qu'un cyclone tropical se forme. Elle commença en fait assez tardivement avec Alex se formant le 27 juillet et se termina avec Nicole qui se dissipa le 1er décembre. La saison fut particulièrement active du fait d'un puissant événement La Niña qui dura de l'été 1998 au printemps 2001. De plus, la chaleur accumulée par l’océan Atlantique nord lors de l’épisode El Niño de 1997 à 1998 ne s’était pas encore dissipée. Combinée au récent basculement de l’Oscillation atlantique multidécennale en phase positive, l’Atlantique disposait ainsi d’une belle réserve d’énergie.
Le nombre d’ouragans fut particulièrement élevé, puisqu’il s’en forma 10 au total. Le record de l’époque avait été établi à 12 par la Saison cyclonique 1969 dans l'océan Atlantique nord. De ce nombre, cinq furent des ouragans capverdiens et 3 ouragans majeurs, ce qui est dans la moyenne, l’un d’entre eux, Mitch, a atteint la catégorie 5. Elle fut la plus meurtrière en plus de deux cents ans à cause de ce dernier.

## Bilan

### Description
La saison fut particulièrement meurtrière. Le premier responsable est Mitch, qui provoquera un désastre en Amérique centrale. Il possède ainsi le triste privilège d’être l’ouragan le plus meurtrier des temps Modernes. À ses côtés, Georges dévasta les Antilles, occasionnant au moins 600 morts. L’estimation donnée de 12 000 morts au cours de cette saison est réellement une estimation minimum. Les plus sombres estimations parlent de pratiquement 20 000 morts au cours de cette saison cyclonique.
Les États-Unis furent aussi éprouvés, avec le débarquement de 4 tempêtes tropicales et 3 ouragans. Georges notamment fut particulièrement destructeur.

#### Juin
On pourra cependant souligner que le début de saison fut inactif. Il correspond en effet au temps de latence avant l’établissement d’un schéma de circulation atmosphérique à l’échelle globale typique d’un événement La Niña.
La saison commença doucement et aucun cyclone ne fut nommé en juin.

#### Juillet
Le 27 juillet Alex ouvre le bal.

#### Août
Le mois a été actif avec 4 ouragans, dont 2 capverdiens de grande longévité Bonnie et Danielle.

#### Septembre
Une particularité fut enregistrée le 26 septembre. Ce jour-là, 4 ouragans sévissaient dans le bassin atlantique. Le dernier précédent remonte à plus de cent ans pour cette occurrence. Il est cependant possible, au vu des moyens de détections plus limités à cette époque, qu'une telle occurrence ait eu lieu le 11 septembre 1961.

#### Octobre
L'ouragan Mitch, l’un des plus tardifs ouragans de catégorie 5, se forme fin octobre. Événement rare, la formation d'un ouragan de catégorie 5 ne s’était plus vue depuis 1992 avec l’ouragan Andrew.

#### Novembre
Lisa, repoussera la date de clôture de la saison au 1er décembre.

### Noms des tempêtes 1998
La liste des noms utilisée pour nommer les tempêtes et les ouragans pour 1998 était exactement la même que celle de 1992, à l'exception de Alex qui remplace Andrew.
À la suite des dégâts importants qu'ils ont causés et selon la tradition, les noms Georges et Mitch ont été retirés pour être remplacés par Gaston et Mathew en 2004.
Les noms Alex, Lisa, Mitch et Nicole furent utilisés pour la première fois lors de cette année 1999. Ceux en gris n'ont pas été utilisés.
| - Alex - Bonnie - Charley - Danielle - Earl - Frances - Georges* | - Hermine - Ivan - Jeanne - Karl - Lisa - Mitch* - Nicole | - Otto - Paula - Richard - Shary - Thomas - Virginie - Walter |

* Ces noms ont été retirés de la liste de l'Organisation météorologique mondiale.

### Classification selon l'énergie des systèmes
| ACE (104 nœuds2)    | ACE (104 nœuds2) | ACE (104 nœuds2) | ACE (104 nœuds2) | ACE (104 nœuds2) | ACE (104 nœuds2) |
| ------------------- | ---------------- | ---------------- | ---------------- | ---------------- | ---------------- |
| 1                   | 39,4             | Georges          | 8                | 7,45             | Karl             |
| 2                   | 35,9             | Mitch            | 9                | 5,00             | Ouragan Lisa     |
| 3                   | 24,8             | Bonnie           | 10               | 3,90             | Earl             |
| 4                   | 23,1             | Danielle         | 11               | 2,83             | Alex             |
| 5                   | 18,8             | Jeanne           | 12               | 1,63             | Frances          |
| 6                   | 9,92             | Ivan             | 13               | 0,845            | Charley          |
| 7                   | 7,63             | Nicole           | 14               | 0,565            | Hermine          |
| Total= 181,77 (182) |                  |                  |                  |                  |                  |

Le tableau de droite montre l'énergie des systèmes de 1998 selon l'algorithme Accumulated Cyclone Energy (ou ACE) du National Weather Service qui est en gros une mesure l'énergie dégagée instantanément multipliée par sa durée de vie.
Quatre ouragans ont dépassé les 20 × 104 nœuds2, Georges approchant même les 40 × 104 nœuds2, ce qui montre clairement une saison active.
En 1998, la saison ressortait ainsi à la onzième place, derrière la saison cyclonique 1887 dans l'océan Atlantique nord en termes d'ACE.

### Chronologie des événements
- Ces noms ont été retirés de la liste de l'Organisation météorologique mondiale.

## Cyclones tropicaux

### Tempête tropicale Alex
Une onde tropicale bien organisée quitte la côte Africaine le 26 juillet. La circulation cyclonique se ferme le 27, définissant la dépression tropicale Un. Restant en sommeil près de 24 heures, la convection se développe finalement à partir du 28. Dans la nuit, le renforcement en tempête tropicale permet de lui attribuer le nom d’Alex. Glissant sur le flanc sud de l'anticyclone des Açores, Alex continue sa route vers l'ouest-nord-ouest. Alex maintient son intensité maximale durant la journée du 30 et 31 août. Cependant, le cisaillement du vent l'affaiblit progressivement. Alex entame alors une lente phase de déclin, qui l'amènera à se dissiper le 2 août.

### Ouragan Bonnie
Une onde tropicale passe au-dessus de Dakar le 20 août. Bien que correctement organisée, elle ne deviendra la dépression tropicale Deux que le 19 août à plusieurs centaines de kilomètres à l'est des Antilles. Devenant une tempête tropicale le 20, Bonnie passe à moins de 100 kilomètres au nord des Antilles. Se renforçant rapidement, avec une chute de pression qui atteint les 30 hectopascals en 24 heures du 22 au 23 août, Bonnie atteint son intensité maximale et la maintiendra pendant 3 jours et demi. Elle effleure alors les grandes Antilles. L'affaiblissement d'un anticyclone au nord, permet à Bonnie d'être prise dans un flux de nord-ouest commandé par une crête barométrique de l'anticyclone des Açores. Évitant les Bahamas, elle menace la Caroline du Nord, qui est touchée le 27 à Wilmington. S'affaiblissant rapidement, Bonnie change de direction et tourne au nord-est. Regagnant l'Océan, elle devient à nouveau un ouragan. Elle ne garde pas ce statut longtemps, et Bonnie s'affaiblit lentement. Une transition extratropicale intervient par la suite, et le 31, ses restes sont absorbés dans un système frontal.
La région la plus touchée fut la Caroline du Nord. D'importantes précipitations emporteront trois vies. Les dommages seront évalués à 720 millions de dollars.

### Tempête tropicale Charley
Une onde tropicale quitte l'Afrique le 9 août. Bien que ce ne soit pas certain, il est probable qu'elle soit à l'origine d'une zone convective en rotation au-dessus du golfe du Mexique le 19 août. Elle donne naissance à la dépression tropicale Trois le 21 au matin. S'organisant rapidement, elle devient la tempête tropicale Charley le lendemain. Son déplacement vers l'ouest l'amène à toucher terre à Port Aransas le jour même, avant d'être devenue un ouragan.
Charley sera responsable de la mort de 20 personnes. Les inondations à l'intérieur des terres furent importantes, l'intensité des précipitations augmentant avec l'avancée dans les terres de Charley. Les dommages sont évalués à 50 millions de dollars.

### Ouragan Danielle
Le 21 août, une onde tropicale quitte l'Afrique du Nord. Bien que désorganisée, elle devient rapidement la dépression tropicale Quatre. Nommée Danielle le jour même, puis poursuit son intensification et devient le 25 août un ouragan. Elle hésite alors être un faible ouragan catégorie 1 et un puissant ouragan de catégorie 2. Elle atteint en trois occasions séparées le statut d'ouragan de catégorie 2, et soutient le 26, le 27,le 31, et le 1er des vents de 90 nœuds. Sa trajectoire est simple, et constitue en une progression vers l'ouest-nord-ouest, qui tourne au nord, puis au nord-ouest. Elle glisse sur le flanc de l'anticyclone des Açores tout en étant prévenue d'aller à l'est par un creux barométrique qui s'étend le long de la côte Est des États-Unis.
Danielle devient extratropicale le 4 septembre, à l'est de Terre-Neuve.
Danielle a à chaque fois évité les terres. Elle ne fera ainsi aucun mort. Les îles Britanniques seront affectées par Danielle, restée une puissante dépression des latitudes moyennes, mais n'aura là aussi que peu de conséquences.

### Ouragan Earl
Une onde tropicale, au-dessus de l'Océan depuis le 17 août, atteint le golfe du Mexique le 30 août. Elle forme la dépression tropicale Cinq le 31, puis la tempête tropicale Earl. Se creusant lentement, Earl devient un ouragan de catégorie 2 au sud-est de la Louisiane. Il gardait pourtant un schéma de circulation en virgule, et des centres multiples, caractéristiques des cyclones subtropicaux. Il touche terre le 3 septembre à Panama City en tant qu'ouragan de catégorie 1. Il devient extrtaropical en traversant les terres, au-dessus de la Géorgie. La dépression extratropicale se creusera de nouveau, au sud de Terre-Neuve, puis fusionnera avec la dépression extratropicale Danielle au large des îles Britanniques.

### Tempête tropicale Frances
Un large creux barométrique montre des signes d'organisation à partir du 4 septembre. Il donne naissance le 8 à la dépression tropicale Six. Se creusant lentement, elle devient la tempête tropicale Frances le lendemain. Elle descend d'abord vers le sud, puis remonte finalement vers le nord. Elle continue de s'intensifier, mais touche terre le 11 septembre au nord de Corpus Christi. Frances se dissipe le 13 au nord de Dallas.
Frances apportera des précipitations importantes, allant jusqu'à 400 millimètres. L'onde de tempête atteint 2,50 mètres, provoquant des inondations côtières. Les dommages sont évalués à 500 millions de dollars, et on comptera une victime.

### Ouragan Georges
Georges est un l'exemple même de l'ouragan capverdien. Une onde tropicale quitte la côte africaine le 13 septembre, et devient la dépression tropicale Sept le 15, au sud du Cap-Vert. Tempête tropicale le lendemain, Georges traverse l'Atlantique en prenant graduellement de l'importance. Il s'oriente classiquement vers l'ouest-nord-ouest et menace les Petites Antilles. Il est pratiquement un ouragan de catégorie 5 mais s'affaiblit brutalement avant de toucher sept fois terre aux Antilles Il touchera notamment Antigua, Porto Rico et Cuba.
Son intensité fluctue en fonction des îles qu'il traverse. Il ressort particulièrement affaibli de sa traversée d'Hispaniola, mais maintient son statut d'ouragan en traversant le nord de Cuba. Il touche Key West le 25 septembre, alors ouragan de catégorie 2. De retour au-dessus du golfe du Mexique, il gagne de nouveau en puissance. Tournant au nord, il frappe une dernière fois, le 28 septembre, du côté de Biloxi. Après un lent cheminement vers l'est, Georges se dissipe au nord de la Floride.
Georges eut des conséquences catastrophiques. Il causa la mort d'environ 600 personnes, principalement en Haïti et en République dominicaine. Les dommages sont évalués à 5,9 milliards de dollars aux États-Unis. Entre autres, en Louisiane, Georges a fait pour 30,1 millions de dollars de dommages matériels et un bilan humain de trois décès. Le maire de la Nouvelle-Orléans a déclaré l'état d'urgence sur l'ensemble de la ville pour obtenir l'aide du gouvernement fédéral et près de 1,5 million de personnes ont été priées de quitter les zones côtières. D'après les autorités l'évacuation « fût probablement la plus grande [...] nous ayons accompli ». Ailleurs, les données manquent. En République dominicaine, les médias ont parlé de plus d'un milliard de dollars de dégâts.
Georges fut l'un des quatre ouragans actifs le 26 septembre. Le nom fut retiré par l'Organisation météorologique mondiale des listes futures d'ouragans à la suite de ses effets dévastateurs.

### Tempête tropicale Hermine
Une onde tropicale quitte l'Afrique le 5 septembre. Toute convection significative est absente. Ce n'est que le 17 septembre qu'elle forme la dépression tropicale Huit. Ne se creusant pratiquement pas, elle devient quand même la tempête tropicale Hermine le 19 septembre. Elle touche le lendemain la Louisiane, puis se dissipe rapidement au-dessus des terres.
Hermine ne fera aucune victime, et les dommages sont limités à quelques centaines de milliers de dollars.

### Ouragan Ivan
Une onde tropicale quitte l'Afrique le 16 septembre. Au sud du Cap-Vert, elle donne naissance à la dépression tropicale Neuf. Devenu la tempête tropicale Ivan, son parcours est orienté au nord, sur le flanc d'un anticyclone subtropical qui protège la côte ouest de l'Afrique. Ivan se creuse, devient un ouragan le 23 septembre et s'intensifie jusqu'au 26. Il sera l'un des quatre ouragans actifs le 26 septembre.
Pris dans les vents d'altitude, il devient un cyclone extratropical le lendemain en passant au nord des Açores, puis s'affaiblit en se dirigeant vers le nord-est. Ivan n'aura aucune conséquence sur les terres.

### Ouragan Jeanne
Une onde tropicale, suivant celle qui donnera naissance à l'ouragan Ivan, émerge au-dessus de l'Atlantique le 19 septembre. Elle forme le 21 la dépression tropicale Dix, devenu le jour même la tempête tropicale Jeanne. Alors situé à 19°4 de longitude Ouest, elle est la tempête tropicale qui s'est formée le plus à l'est depuis la tempête tropicale Christine en 1973. Jeanne suit alors le même chemin qu’Ivan, à quelques jours d'intervalle. Elle parvient cependant à faire mieux que lui, devenant un ouragan de catégorie 2 le 23 septembre. Elle sera l'un des quatre ouragans actifs le 26 septembre.
Le système s'affaiblira définitivement à partir du 29, et deviendra un cyclone extra-tropical le 1er octobre au nord des Açores. La dépression restante se dirigera vers le Portugal et atteindra Lisbonne le 4 octobre. Jeanne n'aura aucune conséquence sur les terres.

### Ouragan Karl
Un système dépressionnaire non tropical a été détecté pour la première fois le 21 septembre sur la côte des Carolines et devient le 23 septembre la dépression tropicale Onze à 90 kilomètres au nord-ouest des Bermudes. Prise dans la circulation d'Ouest des latitudes moyennes, elle se dirige globalement vers l'Est. Elle est devenue une tempête tropicale le 24, baptisée Karl et son creusement commence alors. Karl devient un ouragan le 25 septembre. Karl sera l'un des quatre ouragans actifs le 26 septembre.
Il atteint son pic d'intensité le 27 à 0 h UTC avec des vents soutenus de 165 km/h. Cependant, le cisaillement du vent a provoqué son affaiblissement et il s'affaiblit très rapidement. Le 28, Karl est déjà extratropical, se retrouvant au-dessus d'eaux plus fraîches près des Açores. Les restes extratropicaux furent observés pour la dernière fois au sud de l'Irlande le 29 septembre. Aucun impact connu ne lui est attribué.

### Ouragan Lisa
Le 29 septembre, une onde tropicale quitte l'Afrique. Le 4 octobre, à mi-chemin entre les Antilles et l'Afrique, elle montre des signes d'organisations et devient la dépression tropicale Douze le 5 octobre. Quelques plus tard, la tempête tropicale Lili. Progressant d'abord classiquement vers l'ouest-nord-ouest, un creux barométrique ouvre une voie dans la structure anticyclonique subtropicale. Lili remonte alors vers le nord tout en accélérant. Elle se déplace jusqu'à 90 kilomètres à l'heure, ce qui est rare pour un cyclone tropical. Dans le même temps, ces vents se renforcent, et Lili devient un ouragan de catégorie 1 pour quelques heures le 9 octobre. Le système fusionne ensuite avec une dépression des latitudes moyennes bien à l'est de Terre-Neuve et le 10 octobre n'en est plus distinguable. Le système n'a causé aucun effet connu.

### Ouragan Mitch
Le 8 et 9 octobre, une onde tropicale quitte l'Afrique. Elle s'organise en dépression tropicale Treize le 22 octobre, au nord de la Colombie et devient le jour même la tempête tropicale Mitch. Elle suit d'abord une trajectoire vers le nord. Le 24, à 670 kilomètres au sud de la Jamaïque, Mitch est un ouragan, et tourne vers l'ouest. À partir de ce moment, la pression dans l'œil dégringole, accusant une baisse de 54 hPa en 24 heures entre le 24 et le 25. Il atteint finalement le 26 sa puissance maximum. Mais, s'approchant des terres, il s'affaiblit. Il touche la côte à quelques kilomètres à l'est de Puerto Castilla (Honduras). Il perd sa circulation cyclonique au-dessus de l'Amérique centrale. Ses restes retrouvent le golfe du Mexique, et Mitch s'intensifie de nouveau. Il touche le 4 novembre le Yucatán à El Cuyo, ce qui l'affaiblit de nouveau. Le 5 novembre, sa dernière entrée sur terre sera à quelques kilomètres à l'ouest de Naples (Floride).
Mitch fut particulièrement meurtrier et dévastateur. Il aura laissé jusqu'à 900 millimètres de pluie en Amérique centrale, ce qui tua au moins 9 086 personnes et plus de 9 191 disparus. Les dommages sont évalués à plus de 5 milliards de dollars. Mitch fut également l'ouragan le plus puissant durant le mois d'octobre, avant que ne survienne Wilma en 2005, et en tout cas l'un des plus tardifs ouragans de catégorie 5, juste derrière Hattie.

### Ouragan Nicole
Une puissante dépression frontale donne naissance le 24, à l'est des îles Canaries, à la dépression tropicale Quatorze. Celle-ci s'intensifia quelques heures plus tard en tempête tropicale Nicole. Se déplaçant vers l'ouest-sud-ouest, le cisaillement du vent l'affaiblit le 26 novembre.
Elle change de direction le 27 novembre, et s'intensifie de nouveau pour devenir le 30 novembre un ouragan. La trajectoire Nicole, d'abord orienté à l'est-nord-est, change brutalement vers le nord et évite les Açores avant d'être considérée comme extratropicale le 1er décembre sans causer de dégâts.